# Rhyacophila schmidi
Rhyacophila schmidi är en nattsländeart som beskrevs av Ross 1969-70. Rhyacophila schmidi ingår i släktet Rhyacophila och familjen rovnattsländor. Inga underarter finns listade i Catalogue of Life.